# Dale Sommers
Bruce Dale Sommers (26 de noviembre de 1943 - 24 de agosto de 2012), conocido por su apodo "The Truckin' Bozo", fue un presentador de radio estadounidense, conocido por su música country de larga duración dirigido a conductores de camiones. Sommers acogió el show durante la noche en clear channel station WLW con base en Cincinnati, Ohio, desde 1984 a 2004, y fue transmitido por una pequeña red de estaciones de alta potencia de manera similar en todos los Estados Unidos. Sommers suspendió la reproducción de música en su programa nocturno, concentrándose en general en noticias para camioneros y hablar de sus oyentes. Sommers anunció su retiro de la radio en 2004, pero la XM Satellite Radio tuvo éxito en conseguir que él haga un espectáculo de camioneros por la tarde, que se emitió en Sirius Satellite Radio y XM de 16:00 a 19:00 hora del este. Sommers se retiró de XM / Sirius el 21 de junio de 2012, sólo para volver por última vez el 16 de julio de 2012.
En la mañana del 24 de agosto de 2012, Summers falleció en un hospicio cerca de su casa en Hernando, Florida a la edad de 68 años.